# Palazzo Spinelli (Napoli)

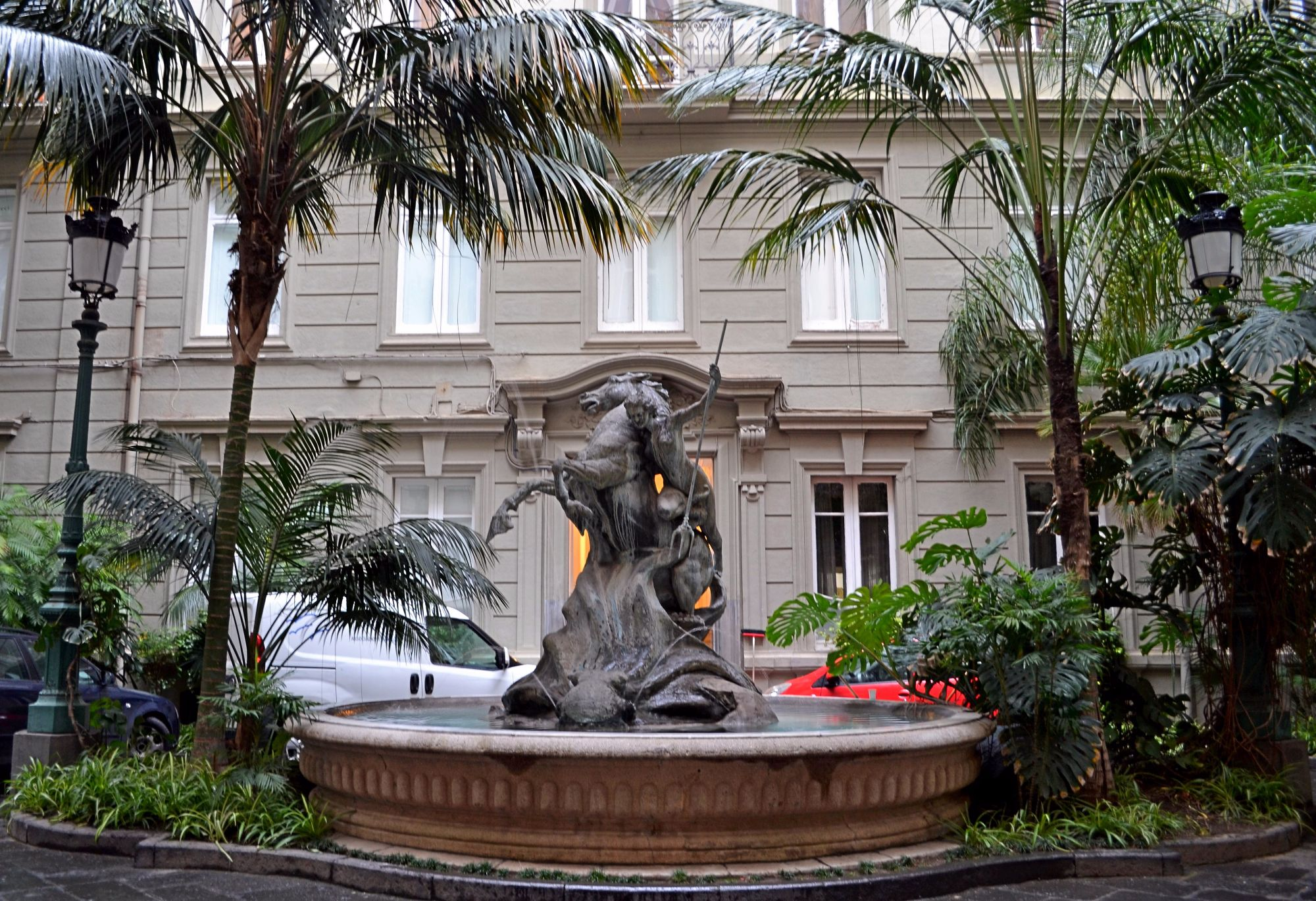
Fontana nel cortile del palazzo

Il Palazzo Spinelli è un edificio storico di Napoli, ubicato in via dei Mille, nel quartiere Chiaia.

## Descrizione
Costruito su sei piani in stile neoclassico nel primo decennio del XX secolo, si caratterizza sul versante meridionale con dei poggioli adornati con semicolonne e rocaille. Le balaustrine in travertino lievemente arcuate provocano un effetto di forte discontinuità con i balconi laterali in ferro battuto. L'ultimo piano, separato dagli altri tramite un cornicione con timpano spezzato, è arricchito da finestre di minore entità ma non meno suggestive.
Il giardino è inglobato al cortile tramite una pregevole fontana arricchita da una scultura scolpita da Luigi De Luca e Gennaro Raiano che ritrae un satiro che cavalca un cavalluccio marino che sfugge dai tentacoli di un cefalopode.
Il palazzo è stato la residenza del musicista Enrico De Leva che compose alcune opere con il suo amico e collega Salvatore Di Giacomo per il quale fu affissa un'epigrafe in suo ricordo.